# 蕭照撞擊坑
蕭照撞擊坑（英語：Xiao Zhao）是一個水星撞擊坑。它的直徑24公里，並非特別巨大的撞擊坑，但它的長而明亮的射紋系統成為它的明顯特徵。蕭照撞擊坑年輕而明亮的射紋系統是在形成撞擊坑的撞擊發生時向外噴出的撞擊噴發物形成，這代表蕭照撞擊坑是相對年輕的撞擊坑。
蕭照撞擊坑附近另一個明顯撞擊坑是伊士曼撞擊坑。